# Михайлюки
Михайлюки (укр. Михайлюки) — село, относится к Новоайдарскому району Луганской области Украины.
Население по переписи 2001 года составляло 458 человек. Почтовый индекс — 93524. Телефонный код — 6445. Занимает площадь 2,85 км². Код КОАТУУ — 4423180502.

## Местный совет
93522, Луганська обл., Новоайдарський р-н, с. Олексіївка, пл. Центральна, 4  (укр.)